# 馬多訥峰
46°13′26.5″N 8°47′57.3″E / 46.224028°N 8.799250°E
馬多訥峰（Madone），是瑞士的山峰，位於該國南部，由提契諾州負責管轄，屬於勒蓬廷阿爾卑斯山脈的一部分，海拔高度2,051米，每年平均降雨量2,204毫米。

## 外部連結
- Madone on Hikr （页面存档备份，存于）